# Chol (språk)
Chol, ch'ol, lak t’an eller lak ty’añ, är ett mayaspråk som talas i dem södra delstaterna Tabasco och Chiapas, Mexiko. Dess närmaste släktspråk är chontal. Enligt Mexikos folkräkning 2010 talades chol av 212 117 människor. Såsom många andra ursprungsspråk i Mexiko, har också chol status som ett nationellt minoritetsspråk.
Språket talas av chol-folket. Mayaglyfer anses vara en tidig version av chol enligt några mayaexperter..
Chol skrivs med latinska alfabetet. Språket anses vara stabil och det används som undervisningsspråk i några enstaka skolor.

## Fonologi

### Konsonanter
|             | Bilabial | Alveolar      | Alveolar | Palatal | Velar | Glottal |
| ----------- | -------- | ------------- | -------- | ------- | ----- | ------- |
| Norm.       | Bilabial | Palataliserad |          | Palatal | Velar | Glottal |
| Klusil      | p \| b   |               | tʲ       |         | k     | ʔ       |
| Ejektiv     | p'       | ts'           | tʲ'      | ʧ'      | k'    |         |
| Frikativ    |          | s             |          | ʃ       | x     |         |
| Affrikat    |          | ts            |          | ʧ       |       |         |
| Nasal       | m        |               |          | ɲ       |       |         |
| Lateral     |          | l             |          |         |       |         |
| Tremulant   |          | r             |          |         |       |         |
| Approximant | w        |               |          | j       |       |         |

Källa:

### Vokaler
|           | Främre | Central | Bakre |
| --------- | ------ | ------- | ----- |
| Sluten    | i      | ɨ       | u     |
| Halvöppen | e      |         | o     |
| Öppen     |        | a       |       |

Källa: